# Euxoa beatissima
Euxoa beatissima is een vlinder uit de familie uilen (Noctuidae). De wetenschappelijke naam is voor het eerst geldig gepubliceerd in 1913 door Rebel.
De soort komt voor in Europa.